# Aava Merikanto
Aava Merikanto (* 2004) ist eine finnische Schauspielerin.

## Leben und Karriere
Merikanto wurde im Jahr 2004 geboren. Ihre erste Hauptrolle bekam sie 2014 in dem Film Onneli und Anneli. Anschließend war sie 2015 in Onneli und Anneli im Winter zu sehen. 2017 trat sie in Onneli, Anneli ja salaperäinen muukalainen auf.
Außerdem wurde Merikanto 2020 für die Serie Rauhantekijä gecastet. Unter anderem setzte sie ihre Karriere in Karkurit fort. Im selben Jahr spielte sie in der Serie Maria Kallio mit. 2023 bekam sie eine Rolle in Sisarukset.

## Filmografie
Filme
- 2014: Onneli und Anneli
- 2015: Onneli und Anneli im Winter
- 2017: Onneli, Anneli ja salaperäinen muukalainen
- 2023: Sisarukset

Serien
- 2020: Rauhantekijä
- 2021: Karkurit
- 2021: Maria Kallio